# Ernst von Mansfeld
Peter Ernst conte di Mansfeld (in tedesco Graf von Mansfeld; Lussemburgo, 1580 – Racovița, 29 novembre 1626) è stato un militare tedesco.
Fu un importante comandante delle truppe protestanti durante la fase boema della Guerra dei trent'anni. Condusse le truppe protestanti boeme e dell'Elettore Palatino Federico V, con fortune alterne, dal 1618 al 1626, quando cadde ammalato e morì durante una ritirata vicino a Sarajevo.

## Gioventù e formazione
Ernst era figlio illegittimo del duca Pietro Ernesto I di Mansfeld, e trascorse i suoi primi anni di vita nel palazzo del padre, nella città di Lussemburgo. Cominciò a raccogliere le prime esperienze in campo militare servendo sotto il fratellastro Karl (1543-1595), che, nell'esercito imperiale in Ungheria, svolgeva un ruolo di alto comando.
In seguito militò al comando dell'Arciduca Leopoldo, finché l'ingratitudine del principe, reale o immaginaria, lo portò a passare al servizio dei nemici della casa di Asburgo. Nonostante rimanesse personalmente di fede cattolica, si allineò con i principi protestanti tedeschi, e allo scoppio della guerra dei trent'anni divenne uno dei maggiori condottieri delle loro armate.

## Guerra dei trent'anni
Quando il conflitto scoppiò nel 1618, fu inviato dal duca Carlo Emanuele I di Savoia a supporto dei ribelli boemi, alla testa di 2.000 uomini circa; fu in grado di catturare la città di Pilsen (odierna Plzeň, vedi assedio di Plzeň), ma fu sconfitto nella battaglia di Záblatí il 10 giugno del 1619. In seguito a questa sconfitta, abbandonò il comando ed offrì i suoi servizi all'Imperatore Ferdinando II, rimanendo inattivo mentre le truppe dell'allora re di Boemia Federico V venivano scacciate dalla regione.

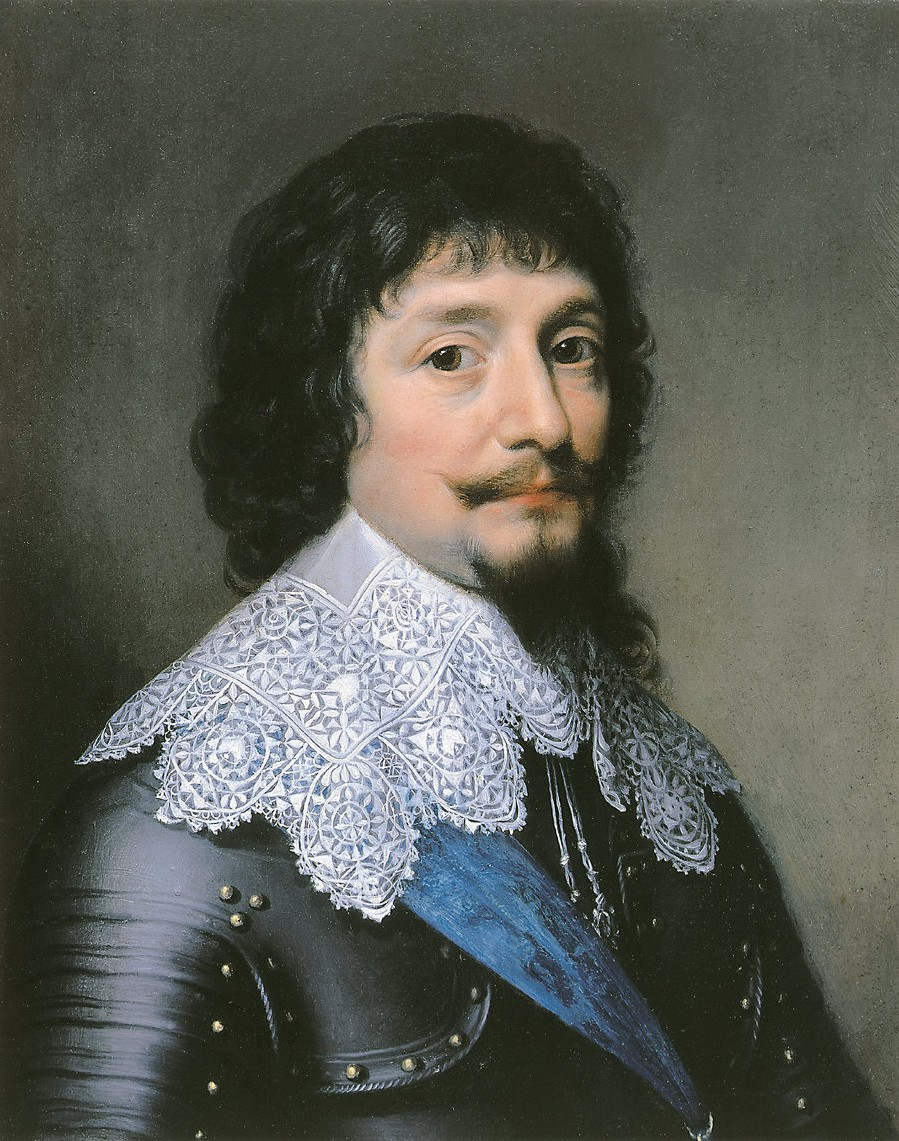
Federico V del Palatinato (Michiel van Mierevelt) - Mansfeld fu uno dei suoi principali comandanti fino a che Federico stesso non abbandonò la Germania

Tuttavia egli ricevette nuovamente il comando delle truppe residue di Federico, prendendo nuovamente servizio nel 1621 e posizionandosi con le proprie forze nell'Alto Palatinato, resistendo con successo ai tentativi di scacciarlo dalla zona effettuati dalle truppe della Lega Cattolica al comando del conte di Tilly. Si portò in seguito nel Palatinato renano (oggi corrispondente al bundesland di Renania-Palatinato), dove rilevò la fortezza di Frankenthal e catturò Hagenau; quindi, riunitosi con Federico, sconfisse Tilly nella battaglia di Wiesloch, il 15 aprile 1622, e saccheggiò l'Alsazia e l'Assia. Secondo la tipica condotta seguita dagli eserciti del tempo, le devastazioni non si limitarono ai territori avversari, ma coinvolsero le stesse regioni che in teoria dovevano essere difese.
I danni e i costi derivanti dall'esercito di Mansfeld costrinsero Federico a sciogliere le truppe. Riunendosi quindi all'armata di Cristiano di Brunswick, Mansfeld si diresse in Lorena, dove ancora si ripeterono i saccheggi, e si scontrò con forze spagnole nella battaglia di Fleurus; i protestanti si dovettero ritirare con gravi perdite, ma gli spagnoli dovettero abbandonare l'assedio di Bergen op Zoom. Mansfeld entrò quindi al servizio delle Province Unite olandesi, e pose i suoi quartieri in Frisia, dove le truppe al suo comando ancora una volta si distinsero per i gravi danni inflitti al territorio e i disagi procurati alla popolazione; come comandante di mercenari, e mercenario egli stesso, dimostrò una notevole abilità nel raccogliere denaro, solitamente vendendo i suoi servizi al migliore offerente.
Intorno al 1624 egli visitò Londra, dove venne accolto dalla popolazione come un eroe, e si recò almeno una volta anche a Parigi; in inghilterra, il re Giacomo I si dimostrò ansioso di fornire denaro e uomini per la riconquista del Palatinato, ma egli non poté partire che nel gennaio del 1625, recandosi in olanda alla testa di un esercito di "rozzi e poveri disonesti". Quello stesso anno era entrato nel conflitto il re di Danimarca, Cristiano IV, e Mansfeld si accordò per condurre operazioni combinate in germania.
Tuttavia questi propositi non poterono essere messi in pratica: il 25 aprile 1626, le nuove truppe imperiali al comando di Albrecht von Wallenstein battevano duramente Mansfeld nella battaglia del Ponte di Dessau. Egli fu comunque in grado di raccogliere velocemente un nuovo esercito, con il quale intendeva portare il conflitto nelle terre ereditarie degli Asburgo; inseguito da Wallenstein, egli si diresse verso l'Ungheria, dove sperava di trovare l'appoggio del principe di Transilvania, Gabriele Bethlen. Il principe firmò però un accordo con l'Imperatore per cessare gli scontri, e Mansfeld fu costretto a disperdere le sue forze, dirigendosi verso Venezia. Presso Rakowitza, cadde ammalato, e morì il 29 novembre 1626 e fu quindi sepolto a Spalato.